# Microstòmids
Els microstòmids (Microstomidae) constitueixen una família de petits turbel·laris basals de vida lliure. Són membres del meiobentos i plàncton marins, salobres i d'aigua dolça. Actualment es coneixen unes 40 espècies.